# Piotr Moss – Chagall For Strings
Piotr Moss: Chagall For Strings – album kwartetu Opium String Quartet z premierową muzyką współczesną stworzoną przez kompozytora Piotra Mossa. Został wydany w 2013 przez wydawnictwo CD Accord Music Edition – numer katalogowy AC195. Na płycie występuje uznana śpiewaczka, Jadwiga Rappé. „Piotr Moss: Chagall For Strings” to muzyczny kolaż dźwięków inspirowany malarstwem Marca Chagalla – kompozycje cechuje przewrotność rytmów i harmonii. Płyta otrzymała nagrodę Fryderyk 2014 w kategorii muzyki poważnej – Album Roku Muzyka Współczesna.

## Wykonawcy
- Opium String Quartet:
  - Agnieszka Marucha – pierwsze skrzypce
  - Anna Szalińska – drugie skrzypce
  - Magdalena Małecka – altówka
  - Olga Łosakiewicz-Marcyniak – wiolonczela
- Jadwiga Rappé – alt

## Lista utworów
- „IV Kwartet smyczkowy Chagall”
  - 1. Andante
  - 2. Allegro
  - 3. Andantino
  - 4. Allegro
  - 5. Moderato drammatico
- „Le lien entre les jours na mezzosopran i kwartet smyczkowy” (Tekst: Miriam Van hee)
  - 6. Andante
  - 7. Intermede I
  - 8. Andantino con malinconia
  - 9. Intermede II
  - 10. Larghetto
  - 11. Epilogue
- 12. „Dedykacja na kwartet smyczkowy”